# (23968) 1998 XA13
(23968) 1998 XA13 es un asteroide que forma parte de los asteroides troyanos de Júpiter, descubierto el 8 de diciembre de 1998 por el equipo del ODAS desde el Centro de Investigaciones en Geodinámica y Astrometría en Caussols.

## Designación y nombre
Designado provisionalmente como 1998 XA13.

## Características orbitales
1998 XA13 está situado a una distancia media del Sol de 5,255 ua, pudiendo alejarse hasta 6,109 ua y acercarse hasta 4,401 ua. Su excentricidad es 0,162 y la inclinación orbital 12,509 grados. Emplea 4400,05 días en completar una órbita alrededor del Sol.

## Características físicas
La magnitud absoluta de 1998 XA13 es 11,29. Tiene un diámetro de 31,358 km y su albedo geométrico es de 0,065.